# Greda (żupania zagrzebska)
Greda – wieś w Chorwacji, w żupanii zagrzebskiej, w mieście Vrbovec. W 2011 roku liczyła 96 mieszkańców.